# 16-й фронт (Япония)
Шестнадцатый фронт (яп. 第16方面軍) — группировка сухопутных войск японской императорской армии, находившаяся в юго-западной части Японии в конце Второй мировой войны.
16-й фронт был сформирован 1 февраля 1945 года для отражения возможного вторжения Союзников на собственно Японские острова. Его войска должны были оборонять остров Кюсю, штаб-квартира размещалась в городе Тикусино. С 8 февраля 1945 он перешёл под командование свежесозданного Второго командования, ответственного за оборону Западной Японии.
Как и в прочих войсках обороны Японских островов, части, входившие во фронт, были укомплектованы слабо подготовленными резервистами, молодыми призывниками либо бойцами территориального ополчения, не имевшими нормального оружия и снаряжения. Войска фронта в боевых действиях не участвовали, и после капитуляции Японии были демобилизованы.

## Список командного состава

### Командующие
|   | Имя                            | С              | По              |
| - | ------------------------------ | -------------- | --------------- |
| 1 | Генерал-лейтенант Исаму Ёкояма | 1 февраля 1945 | 15 августа 1945 |

### Начальники штаба
|   | Имя                               | С              | По              |
| - | --------------------------------- | -------------- | --------------- |
| 1 | Генерал-лейтенант Ватаро Ёсинака  | 1 февраля 1945 | 3 мая 1945      |
| 2 | Генерал-лейтенант Масадзуми Инада | 3 мая 1945     | 15 августа 1945 |